# Willa av Toscana
Willa av Toscana, död 970, var en drottning av Italien 950–963, gift med kung Berengar II av Italien.
Hon kom att utöva politiskt inflytande: hennes äktenskap var lyckligt, och maken lyssnade på hennes åsikter och kallade henne för sin medregent. Krönikören Liutprand av Cremona påstod att hon hade ett förhållande med sin kaplan och behandlade Adelheid av Burgund illa när denna satt som gisslan hos hennes make. 